# Хатабала (фильм)
«Хатабала» (арм. Խաթաբալա) — кинофильм режиссёра Юрия Ерзинкяна, снятый на киностудии «Арменфильм» в 1971 году. Экранизация одноименной пьесы Габриеля Сундукяна.

## Сюжет
Фильм начинается с картин жизни старого Тифлиса, его шумных улиц, майданов, лавченок и духанов. Молодой человек, вернувшийся после учебы в Петербурге, Геворк Масисян попадает в этот пестрый мир и неожиданно замечает красавицу Наталью, входящую в дом купца Замбахова. Очарованный ее красотой, он хочет на ней жениться. Увидев купца Исаи, он просит помочь ему в сватовсве. Но прекрасная незнакомка оказалась женой Исаи. Так возникает недоразумение, кутерьма, переполох, или, по-армянски, «хатабала». Хитроумный Исаи решает воспользоваться ситуацией, чтобы помочь своему старшему партнеру Замбахову сплавить свою некрасивую дочь Маргарит за наивного Масисяна. Дело в том, что по обычаю жених не мог видеть своей невесты до самого дня обручения. И мошенники надеялись, что в последний момент он не станет поднимать скандал и лишать себя приданого.

## В ролях
- Сос Саркисян — Замбахов
- Фрунзик Мкртчян — Исаи
- Лаура Вартанян — Наталья
- Вреж Акопян — Геворк Масисян
- Марина Тбилели — Хампери
- Нвард Абалян — Кетеван
- Рузанна Манукян — Маргарит

## Съёмочная группа
- Режиссер-постановщик: Юрий Ерзинкян
- Сценарий: Агаси Айвазян
- Главный оператор: Сергей Исраелян
- Художники: Минас Аветисян, Роберт Элибекян
- Композитор: Хачатур Аветисян
- Звукорежиссер: Карен Курдиян
- Ассистенты режиссера: Г. Искандарян, Г. Саванели
- Оператор: Рудольф Ватинян
- Редактор: Эверт Паязатян
- Монтаж: Вильям Айказян
- Художник по гриму: Б. Егоров
- Художник по комбинированным съёмкам: Г. Оганесян
- Помощники режиссера: Н. Асатрян, Л. Ерзнкян
- Ассистент оператора: М. Ханамирян
- Ассистент художника: Г. Налчаджян
- Директор кинокартины: Г. Карапетян